# Augustin Augustinović

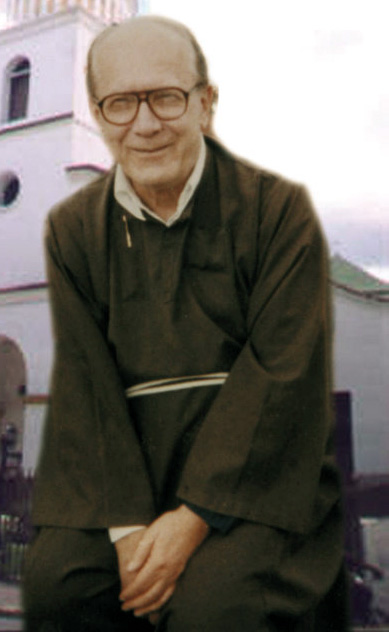
Augustin Augustinović

Augustin Augustinović OFM (hispanisiert: Agustín Augustinovich; Pseudonym: Tin Tinović; * 20. März 1917  in Gornja Skakava, Farre Dubrave, in der Nähe von Brčko, damals Österreich-Ungarn, heute Bosnien und Herzegowina; † 24. Juli 1998 in Carrizal, Miranda, Venezuela) war ein jugoslawischer bzw. kroatischer Ordenspriester, Missionar und Schriftsteller.

## Leben
Augustin Augustinović entstammte einer kroatischen Familie aus der Ortschaft Gornja Skakava im heutigen Bosnien-Herzegowina.
Nach der vierjährigen Grundschulzeit besuchte Augustinović im Alter von zwölf Jahren das Franziskanergymnasium von Visoko. Das einjährige Noviziat verbrachte Augustinović im Franziskanerkloster bei Livno. Ab dem Jahre 1937 studierte er zunächst in Zagreb Katholische Theologie und setzte das Studium im Franziskanerorden in Sarajevo bis in das Jahr 1942 fort.
Zum Priester am 9. November 1941 geweiht, setzte Augustin Augustinović seine theologischen Studien im Bereich der Biblischen Hermeneutik und Biblischen Exegese von 1942 bis 1947 in 
Rom und Jerusalem fort. Das Doktorat im Fachbereich Katholische Theologie erlangte Augustinović 1945, das Magistrat im Bereich Biblische Hermeneutik und Exegese 1946. Im Heiligen Land arbeitete Augustinović wissenschaftlich im Franziskanischen Bibelinstitut von Jerusalem bis in das Jahr 1952, ab dann war Augustinović als Missionar in Venezuela tätig. In Venezuela wurde Augustinović neben seinem pastoralen Dienst schriftstellerisch tätig und brachte Werke in Italienisch, Spanisch und Kroatisch heraus.
Am 24. Juli 1998 verstarb Augustin Augustinović in Carrizal. Einige seiner Werke erschienen unter dem Pseudonym Tin Tinović.

## Nachleben
Augustin Augustinović war sehr fromm und gottesfürchtig. Am 24. Juli 2003 beantragte der Bischof von Caracas, Ramón Ovidio Pérez Moralesk einen offiziellen Seligsprechungsprozess. Unter Bischof Freddy Jesús Fuenmayor Suárez wurde ein kleines Museum zu Ehren und zum Andenken an Augustin Augustinović eröffnet.

## Veröffentlichungen
- (mit Bellarmino Bagatti): Escursioni nei dintorni di 'Aglun, in: Studii Biblici Franciscani liber annuus, Jg. 2.1951/52, S. 227–314
- Lineas biblicas del Movimiento de Cursillos, Salamanca 1970
- "El-Khader" e il profeta Elia, Jerusalem 1971
  - englische Übersetzung: "El-Khadr" and the prophet Elijah, aus dem Italienischen übersetzt von Eugene Hoade, Jerusalem 1972
- Vivencia de la Iglesia comunidad, Madrid 1972
- La mujer como problema, 2. Aufl. Caracas 1975
- Los homosexuales en la Biblia, Caracas 1977
- El ocultismo en la Biblia, Caracas 1977
- El niño en la Biblia, Caracas 1979
- Priče iz doline. Pripovijesti, zapisi (Geschichten aus dem Tal. Erzählungen, Aufzeichnungen), Livno 1997
- (als Tin Tinović): Napasti aktivizma (Angriffe des Aktivismus), aus dem Spanischen übersetzt von Jerko Grgec, in: Marulić. Hrvatska književna revija, Jg. 44.2011, S. 46–60